# 森本千吉
森本 千吉（もりもと せんきち、1864年10月22日（元治元年9月25日） - 1937年（昭和12年）12月13日）は、日本の政治家。衆議院議員（1期）。

## 経歴
奈良県出身。土木建築請負業森本組を主催する。大和鉄道(株)社長、奈良新温泉(株)監査役、浪速製氷、南和電気鉄道各(株)取締役を務める。
1928年の第16回衆議院議員総選挙において奈良県全県区(当時)から立憲政友会公認で立候補してトップ当選した。衆議院議員を1期務めた。1930年の第17回衆議院議員総選挙には立候補しなかった。1937年死去。